# Amedeo Zampieri
Amedeo Zampieri (Rovigo, 25 maggio 1938 – 14 giugno 2013) è stato un politico e dirigente d'azienda italiano.

## Biografia
Esponente della Democrazia Cristiana, ricoprì la carica di deputato per tre legislature, venendo eletto alle politiche del 1983 (57.637 preferenze), alle politiche del 1987 (89.628 preferenze) e alle politiche del 1992 (23.894 preferenze).
Terminò il mandato parlamentare nel 1994.